# Glör (Schalksmühle)
Glör ist ein Ortsteil in der Gemeinde Schalksmühle im Märkischen Kreis im Regierungsbezirk Arnsberg in Nordrhein-Westfalen (Deutschland).

## Lage und Beschreibung
Der Ortsteil liegt an der Kreisstraße 10 im Glörtal an der Stadtgrenze zu Breckerfeld. Beim Ort zweigt die Zufahrt zur Glörtalsperre von der Kreisstraße ab.
Ausgehend von Wohnplatz entwickelte sich Glör zu einer locker bebauten Straßensiedlung entlang der Kreisstraße, in der sich auch Gewerbebetriebe angesiedelt haben.
Nachbarorte auf dem Schalksmühler Gemeindegebiet sind das unmittelbar benachbarte Haselnbruch, Schlüchtern, Im Dahl, Dahlerbrück, Ölken, Am Hagen, Ober-, Mittel- und Niederreeswinkel, sowie auf Breckerfelder Stadtgebiet Hüsmecke, Wahnscheid, Berghausen, Glörtalsperre, Loh, Ehringhausen, Sommerhagen und Stöcken.

## Geschichte
Glör war anfangs im Bereich nördlich des Glörbachs Teil des Landkirchspiels Breckerfeld in der Bürgermeisterei Breckerfeld im Landkreis Hagen und im Bereich südlich des Glörbachs Teil der Bauerschaft Glörfeld in der Bürgermeisterei Halver im Landkreis Altena. Ab der Preußischen Neuaufnahme von 1892 ist der Ort auf Messtischblättern der TK25 als Glör verzeichnet.
Laut der Ortschafts- und Entfernungs-Tabelle des Regierungs-Bezirks Arnsberg wurde der Halveraner Teilort als Hammerwerk kategorisiert und besaß 1838 drei Fabrikationsstätten bzw. Mühlen. Der Breckerfelder Bereich nördlich des Glörbachs wurde erst in der zweiten Hälfte des 19. Jahrhunderts besiedelt.
Die Gemeinde- und Gutbezirksstatistik der Provinz Westfalen führt 1871 den Ort als Hof mit einem Wohnhaus und zwölf Einwohnern auf. Das Gemeindelexikon für die Provinz Westfalen gibt 1885 für Gloer eine Zahl von 15 Einwohnern an, die in drei Wohnhäusern lebten. 1895 besitzt der Ort zwei Wohnhäuser mit 22 Einwohnern.
Die Landgemeinde Breckerfeld mit Glör wurde 1899 mit der Stadtgemeinde Breckerfeld zu der erweiterten Stadt Breckerfeld vereinigt. 1905 wurden vier Wohnhäuser und 41 Einwohner angegeben.
Am 1. Oktober 1912 wurde der Bereich südlich des Glörbachs aus der Gemeinde Halver ausgegliedert und der neu gegründeten Gemeinde Schalksmühle zugewiesen. Glör gehörte nun zum Teil zur Stadt Breckerfeld und zum Teil zur Gemeinde Schalksmühle.
Am 1. Januar 1970 wurde im Rahmen der kommunalen Neugliederung in Nordrhein-Westfalen aufgrund des Gesetzes zur Neugliederung des Ennepe-Ruhr-Kreises ein größerer Ortsbereich bei Im Dahl von Breckerfeld abgespalten und in Schalksmühle eingemeindet. Seitdem gehört gesamt Glör politisch zu Schalksmühle, das 1975 auf Grund des Sauerland/Paderborn-Gesetzes Teil des neu geschaffenen Märkischen Kreises wurde.